# Partido Revolucionario Venezolano
El Partido Revolucionario Venezolano (PRV) fue una organización revolucionaria de origen venezolano creado en 1926.

## Ideología
El PRV fue un movimiento nacionalista, revolucionario, antimperialista y comunista.

## Historia
Fue fundada en México en 1926 por un grupo de comunistas exiliados que tomaron parte en actividades del Partido Comunista Mexicano y en otros grupos de izquierda latinoamericanos. Los miembros destacados de este grupo fueron Salvador de la Plaza, Gustavo Machado, Emilio Machado, Miguel Zúñiga, Pedro Brito y Julio Martínez. Llevaron adelante una campaña contra el gomecismo. En la primavera de 1929 enviaron una fuerza paramilitar a Venezuela, la cual fue derrotada. Finalmente fue reemplazado por el Partido Comunista de Venezuela en 1931.